# Llano Grande (Kostaryka)
Llano Grande – dystrykt w Kostaryce, w kantonie Cartago, w prowincji Cartago.

## Historia
Dystrykt Llano Grande powstał na mocy Decreto Ejecutivo 11 dnia 10 stycznia 1938 roku.

## Geografia
Llano Grande ma powierzchnię 30,35 kilometrów kwadratowych i leży na wysokości 2 270 m n.p.m..

## Demografia
Według zliczenia ludności w 2011 roku w dystrykcie Llano Grande mieszkało 4 342 mieszkańców.

## Transport

### Transport drogowy
Przez dystrykt Llano Grande biegną następujące drogi krajowe:
- Droga krajowa nr 218
- Droga krajowa nr 401